# Victory (cráter)

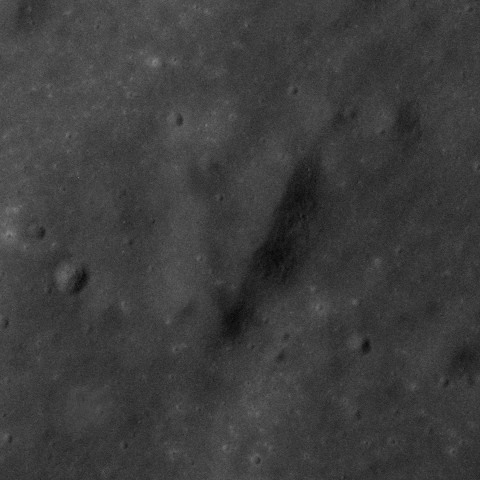
Imagen panorámica desde el Apolo 17

Victory es un pequeño cráter lunar situado en el valle Taurus-Littrow. Los astronautas Eugene Cernan y Harrison Schmitt lo visitaron en 1972 durante la misión del Apolo 17, formando parte de la EVA 2. Los astronautas se detuvieron en el borde sur de Victory en su camino de regreso al Módulo lunar desde el cráter Shorty.

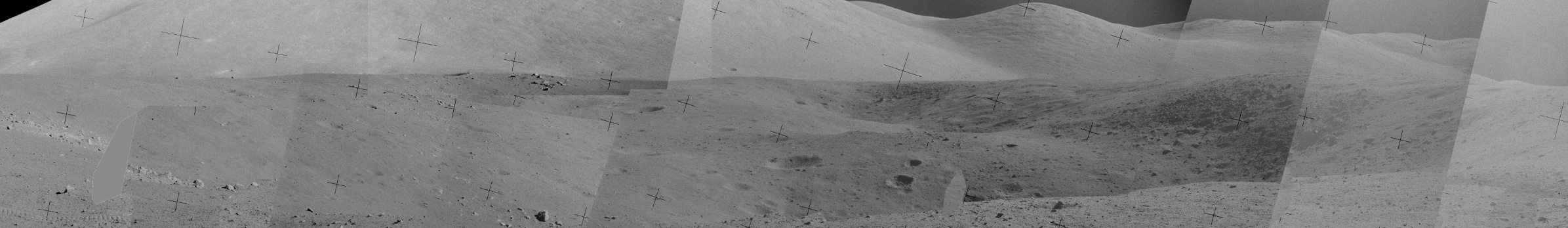
Victory en un mosaico de imágenes del Apolo 17 (el norte, mirando hacia el centro)

Al oeste de Victory se halla el cráter Shorty y al este aparecen Camelot y Horatio, así como también el punto de aterrizaje del Apolo 17. Hacia el sur se ubica Brontë.

## Denominación

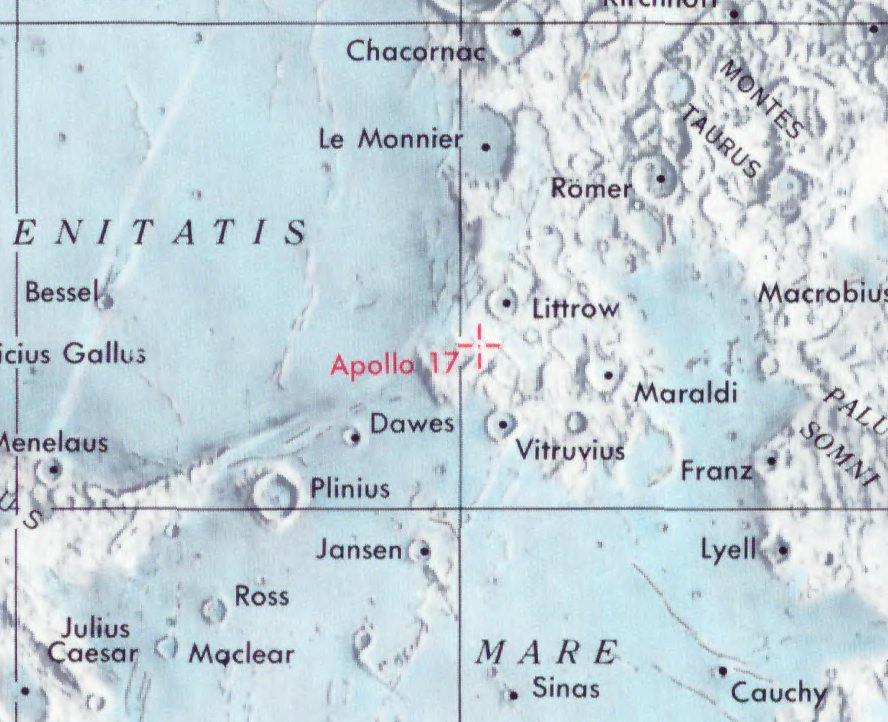
Localización del lugar de aterrizaje del Apolo 17

El cráter fue nombrado por los astronautas como homenaje a Winston Churchill, quien pronunció el famoso discurso de la 'Victoria' en 1940. La denominación tiene su origen en los topónimos utilizados en la hoja a escala 1/50.000 del Lunar Topophotomap con la referencia "43D1S1 Apollo 17 Landing Area".